# Kevin Keen
Kevin Keen (Amersham, 25 febbraio 1967) è un allenatore di calcio ed ex calciatore inglese.

## Biografia
Suo padre Mike è stato un calciatore ed allenatore di calcio.

## Carriera

### Giocatore
Figlio d'arte, esordisce a 15 anni con il Wycombe Wanderers.
A 16 anni Keen si trasferisce nel West Ham giocando nella primavera.
L'anno seguente Keen firma un contratto da professionista.
Il giocatore lascia la squadra dopo circa 10 anni vissuti da protagonista.
Nella stagione 1993-1994 Keen veste la maglia del Wolverhampton dove gioca titolare contribuendo a fine stagione al settimo posto in classifica.
L'anno successivo il calciatore si trasferisce ancora firmando per lo Stoke City, squadra nella quale ci resterà per diversi anni. 
Nella stagione 2000-2001 il giocatore viene acquistato a parametro zero dal Macclesfield Town. Qui Keen tra ottobre e novembre 2001 svolgerà contemporaneamente il doppio ruolo di giocatore e allenatore.

### Allenatore

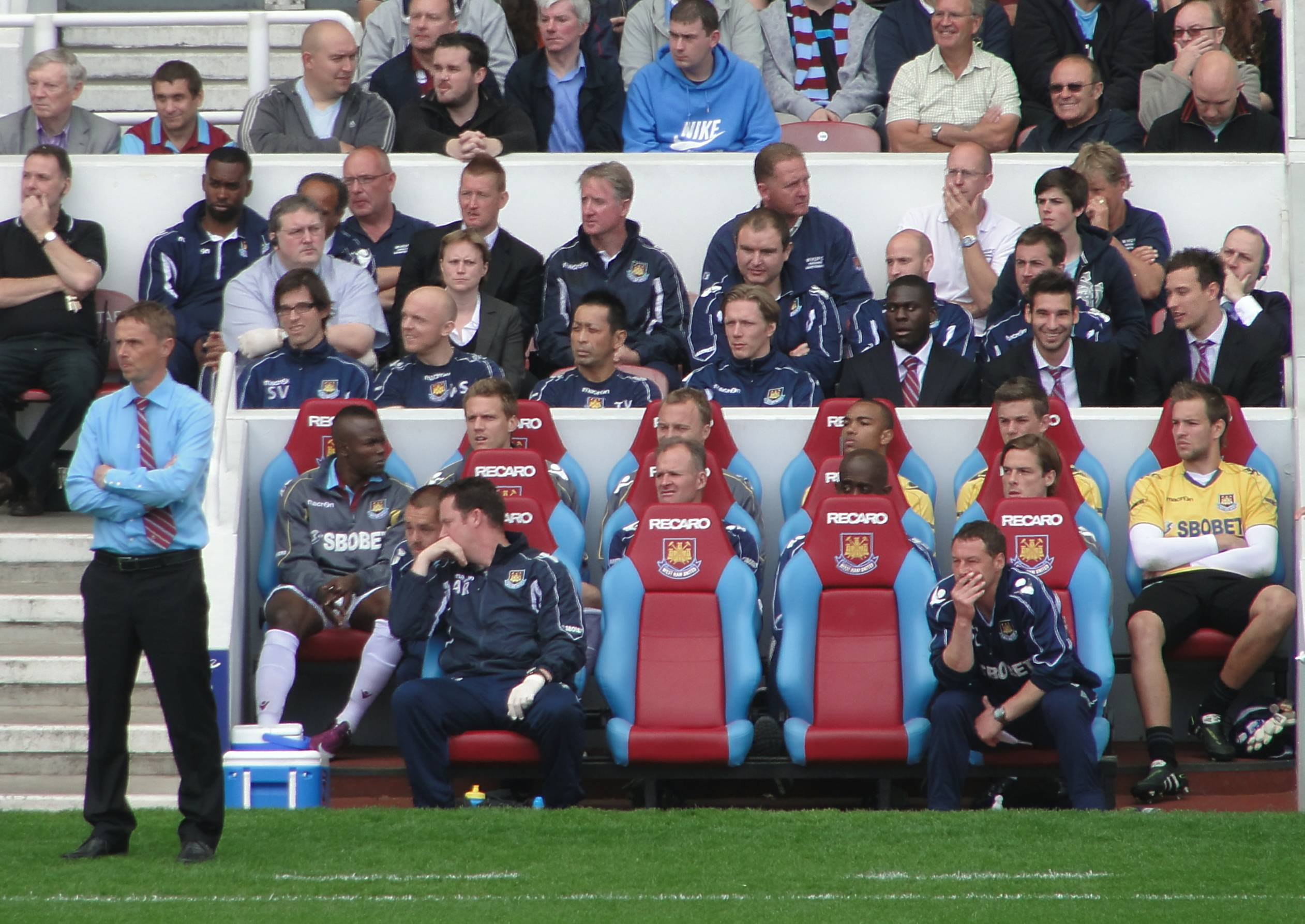
Kevin Keen sulla panchina del West Ham.

Dopo diverse stagione in cui è stato vice allenatore del West Ham (per lui anche due panchine come traghettatore dopo le dimissioni di Alan Curbishley nel 2008 e l'esonero di Avram Grant nel 2011), Keen viene chiamato nel 2011 da Kenny Dalglish come suo vice sulla panchina del Liverpool.

## Palmarès

### Giocatore

#### Competizioni nazionali
- Isthmian League: 1

Wycombe Wnaderers: 1982-1983
- English Football League Trophy: 1

Stoke City: 1999-2000

### Allenatore

#### Competizioni giovanili
- FA Youth Cup: 1

West Ham: 2022-2023